# Soum de Ramond
Pour les articles homonymes, voir Soum.
Le soum de Ramond ou pico de Añisclo est un sommet des Pyrénées espagnoles situé en communauté autonome d'Aragon dans la province de Huesca. Il culmine à une altitude de 3 257 m.

## Toponymie
En espagnol ou en aragonais, on nomme le sommet pico de Añisclo car il surplombe le bal d'Añisclo.
Côté français, le nom de soum de Ramond a été donné en l'honneur de Louis Ramond de Carbonnières, père du pyrénéisme, soum signifiant « sommet » en gascon bigourdan. C'est le pyrénéiste Franz Schrader qui en 1872 donne ce nom au sommet non encore répertorié à l'époque.

## Géographie
Administrativement, le sommet se trouve dans la comarque espagnole de Sobrarbe à la jonction territoriale des municipalités de Bielsa à l'est, Puértolas au sud, et Fanlo à l'ouest.

### Topographie
Situé à la pointe sud-est du massif du Mont-Perdu, il surplombe directement le canyon de Niscle. Avec le cylindre du Marboré et le mont Perdu, il forme un alignement de trois sommets que l'on peut voir depuis la vallée d'Ordesa à l'ouest (du soum) ou depuis la vallée de Pineta à l'est (du soum), les bergers les appellent As Tres Serols ou As Tres Sorores ce qui signifie « les Trois Sœurs ».
Le soum de Ramond est inclus dans le parc national d'Ordesa et du Mont-Perdu, lui-même inclus dans la zone Pyrénées-Mont Perdu inscrite au « patrimoine mondial » de l'Unesco.

### Géologie
Le sommet est composé de calcaires massifs à algues, à milioles, et gréseux datant du Montien-Thanétien, et aussi revêtement de la nappe paléozoïque de Gavarnie et nappe du massif du Mont-Perdu.

## Histoire
La « première connue » a été réalisée le 6 août 1802 par les guides de montagne Rondo et Laurens conduits par un berger aragonais. Ils étaient chargés par Louis Ramond de Carbonnières de reconnaitre l'itinéraire menant au mont Perdu, ce dernier y parvint quatre jours plus tard, le 10 août 1802.

## Voies d'accès
Côté français, on y accède depuis le cirque de Gavarnie, en passant la ligne de crête qui sert de frontière franco-espagnole par la brèche de Roland. On fait alors une halte au refuge de Goriz sur le flanc sud-ouest du massif, c'est la voie d'ascension la plus facile. On peut aussi partir du refuge de Tuquerouye.
Côté espagnol, on monte au refuge de Goriz par la vallée d'Ordiso en suivant le GR 11, puis on fait l'ascension par le versant sud-ouest. La montée par le versant nord-est à partir de la vallée de Pineta est beaucoup plus difficile, principalement à cause du relief abrupt et de la présence du glacier du Mont-Perdu.